# Milan Nový
Milan Nový, född 23 september 1951 i Kladno, är en före detta tjeckoslovakisk ishockeyspelare.
Han blev olympisk silvermedaljör i ishockey vid vinterspelen 1976 i Innsbruck.